# Chrysopa punctata
Chrysopa punctata is een insect uit de familie van de gaasvliegen (Chrysopidae), die tot de orde netvleugeligen (Neuroptera) behoort. 
Chrysopa punctata is voor het eerst wetenschappelijk beschreven door Navás in 1936.